# Big Jay McNeely
Cecil James McNeely (Los Ángeles, California; 29 de abril de 1927-16 de septiembre de 2018), más conocido como Big Jay McNeely, fue un saxofonista tenor de rock and roll, también conocido como el Rey del Honkin' Tenor Sax —honk viene a significar bocina o bocinazo—. 

## Biografía
Inspirado por hombres como Lester Young, Illinois Jacquet o Coleman Hawkins, empezó a tocar con su hermano mayor, Robert McNeely —que tocaba el saxo barítono—. En sus primeras grabaciones, estuvo acompañado por el batería Johnny Otis, participando en Barrel House Stomp. Al poco tiempo, Savoy Records firmó con Big Jay un contrato de grabación. El jefe de la discográfica, Herman Lubinsky, sugirió el nombre artístico de Big Jay McNeely.
Su primer éxito fue The Deacon's Hop, que fue un éxito de ventas en 1949. Su forma de tocar, honking, le hizo famoso en las décadas de 1950 y 1960; también le dio fama el hecho de que, mientras actuaba, solía pasearse por todo el bar, incluso saliendo de él. Esta costumbre hizo que una vez, en San Diego, la policía lo detuviese en la puerta de un bar, por armar escándalo. Dentro del local, el grupo siguió tocando hasta que alguien fue a la comisaría, pagó la fianza, y llevó a Big Jay de nuevo al sitio para que pudiese acabar la canción. En esta época, grabó para los sellos Exclusive, Aladdin, Imperial, Federal, Vee-Jay, y Swingin'. Pese a algún éxito como la balada «There is Something on your Mind», su carrera musical empezaba a enfriarse. 
Dejó la industria musical en 1971, para hacerse cartero. Debido a un resurgir del rhythm and blues en los años 1980, McNeely decidió dejar la oficina postal para retomar el saxo, con lo que volvió a grabar y a girar por todo el mundo. 
Su saxo tenor Conn se halla en el Experience Music Project en Seattle.

### Anécdota
En 1989, Big Jay McNeely se estaba presentando con Detroit Gary Wiggins (Gira Europea de Saxomanía) en el Quasimodo Club en Berlín Occidental en la noche que el muro de Berlín fue derribado, «y la legendaria Guerra Fría se iba con su derrumbe siendo en 1989 cuando el sonido en forma de torrente del saxo se escuchaba en toda la tierra y afuera del Quasimodo Club en Alemania Occidental». McNeely y Wiggins viajaron hacia Alemania e Italia con The International Blues Duo, Johnny Heartsman, Daryl Taylor —quién trabajó con Arnett Cobb y Archie Bell & The Drells—, Roy Gaines, Christian Rannenberg, Donald Robertson, Billy Davis, Hyepockets Roberton y Bee Allen.
Big Jay McNeely regularmente se presentaba en el International Boogie Woogie —Festival en Holanda—, grabando un álbum con Martijn Schokk, promotor del festival en el 2009. El álbum fue titulado Party Time y una track del álbum, «Get On Up and Boggie» (Parte 1, 2 y 3) fue presentado en la selección musical de This is Vintage Now (2011)

### Muerte
Se desconoce hasta el momento actual, causa de su fallecimiento.

## Discografía
- 1949: «The Deacon's Hop» - Savoy Records
- 1949: «Wild Wig» - Savoy Records
- 1954: Big "J" in 3-D - King Records
- 1955: Rhythm and Blues Concert
- 1957: Live at Birdland - Collectables
- 1963: Big Jay McNeely
- 1963: Live at Cisco's - Warner Bros. Records
- 1966: Big Jay McNeely - Federal Records